# Mycodrosophila xanthopleura
Mycodrosophila xanthopleura är en tvåvingeart som beskrevs av Sundaran och Gupta 1991. Mycodrosophila xanthopleura ingår i släktet Mycodrosophila och familjen daggflugor. Inga underarter finns listade i Catalogue of Life.